# Mike Silliman
Michael Barnwell "Mike" Silliman (Louisville, 5 de maio de 1944 — Louisville, 16 de junho de 2000) foi um basquetebolista profissional estadunidense  que integrou a seleção estadunidense que conquistou a medalha de ouro disputada nos XIX Jogos Olímpicos de Verão realizados na Cidade do México em 1968. Estudou na Academia Militar dos Estados Unidos onde disputou a Liga AAU. Em 1966 entrou no Draft da NBA e foi selecionado pelo New York Knicks na 69ª escolha, porém foi jogar no Buffalo Braves onde permaneceu por uma temporada (1970-71) com médias de 2.5ppj, 1.7rpj e 0.6apj em 36 partidas.
Siliman faleceu em sua cidade natal aos 56 anos de idade vítima de ataque cardíaco.